# Minkail Magomedowitsch Mazujew
Minkail Magomedowitsch Mazujew (russisch Минкаил Магомедович Мацуев; * 3. Februar 2000 in Kurtschaloi) ist ein russischer Fußballspieler.

## Karriere
Mazujew begann seine Karriere bei Achmat Grosny. Im September 2020 wechselte er zum FK Krasnodar, für dessen dritte Mannschaft er spielen sollte. Für Krasnodar-3 lief er sechsmal in der drittklassigen Perwenstwo PFL auf. Nach der Saison 2020/21 verließ er Krasnodar wieder.
Nach eineinhalb Jahren ohne Verein kehrte Mazujew im Februar 2023 nach Grosny zurück. Sein Debüt für Achmat in der Premjer-Liga gab er im Mai 2023 gegen den FK Dynamo Moskau. Dies blieb in der Saison 2022/23 sein einziger Einsatz. In der Saison 2023/24 kam er nur zweimal im Cup zum Zug.